# Unión Patriótica (Kolumbien)
Die Unión Patriótica (UP) ist eine sozialistische Partei in Kolumbien, die 1985 aus dem politischen Arm der Guerillaorganisation FARC-EP sowie der Partido Comunista Colombiano (PCC) hervorging.
Nach anfänglichen Erfolgen auf kommunaler Ebene war die Partei jahrelanger Repression und Gewalt durch bewaffnete Regierungskräfte, aber auch Drogenkartelle ausgesetzt. Nachdem bis 1988 insgesamt etwa 3000 Mitglieder der UP ermordet worden waren, verschwand die Partei in der politischen Bedeutungslosigkeit. 2002 wurde ihr der Status als Partei aberkannt.
Erst 2013 wurde sie wieder zu Wahlen zugelassen.
Die Corporación Reiniciar engagiert sich für die Entschädigung und Rehabilitierung der Opfer und unterstützt deren Angehörige juristisch und psychologisch.